# JoongAng Ilbo
JoongAng Ilbo (kor. 중앙일보) – południowokoreański dziennik, jedna z głównych gazet w kraju. Został założony w 1965 roku.